# Diphu
Diphu (o Diphn) è una suddivisione dell'India, classificata come town committee, di 52.062 abitanti, capoluogo del distretto di Karbi Anglong, nello stato federato dell'Assam. In base al numero di abitanti la città rientra nella classe II (da 50.000 a 99.999 persone).

## Geografia fisica
La città è situata a 25° 49' 60 N e 93° 25' 60 E e ha un'altitudine di 185 m s.l.m.

## Società

### Evoluzione demografica
Al censimento del 2001 la popolazione di Diphu assommava a 52.062 persone, delle quali 27.763 maschi e 24.299 femmine. I bambini di età inferiore o uguale ai sei anni assommavano a 6.748, dei quali 3.400 maschi e 3.348 femmine. Infine, coloro che erano in grado di saper almeno leggere e scrivere erano 38.972, dei quali 22.268 maschi e 16.704 femmine.